# 児玉ひかる
児玉 ひかる（こだま ひかる、1998年5月25日 - ）は、日本の女子柔道選手。宮崎県出身。階級は78kg超級。身長175cm。体重110kg。組み手は左組み。得意技は内股、大内刈。

## 経歴
小学5年生から地元宮崎市の一成塾で柔道を始める。綾中学2年の時に全国中学校柔道大会70kg超級に出場するが、準々決勝で相原中学3年の冨田若春に旗判定で敗れて5位だった。
福岡県にある敬愛高校に進むと、1年の時には金鷲旗で2位、インターハイ団体戦では3位となった。2年の時には金鷲旗の決勝で大成高校と対戦すると、同級生である70kg級の新森涼とともにチームを優勝へ導く活躍を果たした。インターハイ個人戦78kg超級では準々決勝で埼玉栄高校3年の富田若春にGSに入ってから有効で敗れて5位だった。団体戦では決勝の大成高校戦で鈴木伊織を指導2で破るがチームは敗れて2位にとどまった。全国高校選手権の個人戦無差別では決勝で大成高校1年の和田梨乃子を内股で破るなどオール一本勝ちで優勝すると、団体戦決勝の大成高校戦でも大将同士の対戦で粂田晴乃を内股で破ってチームを優勝に導くとともに2冠を達成して、今大会の最優秀選手にも選ばれた。3年の時には金鷲旗の決勝で大成高校と対戦すると、昨年に続いて新森とともにチームを優勝へ導く活躍を果たした。その一週間後に開催されたインターハイの団体戦では準決勝で大成高校と対戦して1-0でリードされるも大将戦で松井絵名を崩上四方固で破ってタイに追いつくも、代表戦で粂田に崩袈裟固で敗れて3位に終わり、2009年の埼玉栄高校以来となる高校団体3冠(全国高校選手権、金鷲旗、インターハイ)はならなかった。個人戦では決勝で粂田を指導3で破って優勝を飾った。9月の全日本ジュニアでは今大会及びインターハイの予選で破っていた南筑高校1年の素根輝と決勝で対戦するも、指導2で敗れて2位に終わった。国体少年女子の部では福岡県代表で出場して3位になった。講道館杯では初戦で敗れた。ベルギー国際ジュニアの部では5試合全てを寝技で勝利すると、シニアの部でも決勝で淑徳大学2年の井上舞子を大外刈で破って優勝を飾った。
2017年からは三井住友海上女子柔道部の所属となった。4月の全日本選手権では準々決勝で綜合警備保障の田知本愛に大外刈で敗れて5位だった。9月の全日本ジュニアでは決勝で筑波大学1年の粂田を内股で破って優勝した。10月の世界ジュニアでは準決勝まで全て一本勝ちすると、決勝では同じくオール一本で勝ち上がってきた素根と対戦して、指導2を先取しながら技ありを取られて2位にとどまった。初開催となった男女混合による団体戦では準決勝のロシア戦のみ出場したが、自らが試合に出る以前にチームが勝利を決めると、その後の決勝でもチームは勝利した。
2018年2月のヨーロッパオープン・オディベーラスでは準決勝でウクライナのエリザベータ・カラニナに技ありで敗れて3位だった。4月の体重別は初戦で東海大学4年の朝比奈沙羅に技ありで敗れた。その後、三井住友海上女子柔道部を退部して、地元の敬愛クラブに所属することとなった。9月の全日本ジュニアでは決勝で粂田に反則勝ちしたのを始め、オール一本勝ちて2連覇した。10月の世界ジュニアでは決勝でブラジルのベアトリス・ソウザを合技で破るなど全て一本勝ちして優勝した。世界ジュニア団体戦では準決勝のジョージア戦で一本勝ちすると、決勝のブラジル戦は自らが試合に出る前にチームが勝利を決めたために出番はなかった。
2019年4月からは東海大学へ進んだ。全日本選手権では初戦で52kg級の選手である三井住友海上の中村美里をGSに入ってから有効で破るも、その後の準々決勝でコマツの冨田若春に内股すかしで敗れた。6月の優勝大会ではチームの12年ぶりの優勝に貢献した。9月の学生体重別では決勝で山梨学院大学1年の高橋瑠璃を大外刈で破って優勝した。10月の国体女子の部では福岡県の優勝に貢献した。続く体重別団体では準決勝まで一本勝ちするも、決勝の筑波大学戦で粂田と引き分けたが、チームは優勝した。11月の講道館杯では準決勝で富田に敗れて3位だった。グランドスラム・大阪では初戦で中国のリアン・ファンタンに反則負けを喫した。
2020年2月のヨーロッパオープン・ブラチスラヴァでは準決勝でブラジルのマリア・アルテマンに反則負けして3位だった。12月の全日本選手権では準々決勝でコマツの冨田若春に小外掛で敗れた。
2021年11月の優勝大会では優勝した。12月の全日本選手権では準決勝でコマツの橋本朱未に反則勝ちするも、決勝では70㎏級の選手であるJR東日本の田中志歩に9分30秒の戦いの末に反則負けを喫して2位にとどまった。
2022年4月の体重別では決勝で冨田に反則負けを喫して2位だった。続く全日本選手権では準々決勝で78㎏級の梅木真美を崩袈裟固で破るも、準決勝で冨田に縦四方固で敗れた。6月の優勝大会では決勝の龍谷大学戦で代表戦を制して、チームを3連覇に導いた。10月には体重別団体でも優勝して団体戦の2冠を達成した。続く講道館杯では決勝で綜合警備保障の秋場麻優に崩上四方固で敗れて2位だった。12月のグランドスラム・東京では7位だった。
2023年4月からはSBC湘南美容クリニックの所属となった。体重別では決勝で冨田に合技で敗れて2位だった。続く全日本選手権では準決勝でコマツの泉真生を有効で破るも、決勝では綜合警備保障の梅木真美と対戦して有効を先取するが、横四方固で逆転負けを喫して2位だった。5月のグランプリ・リンツでは初戦で敗れた。11月の講道館杯では3位だった。12月のグランドスラム・東京では準々決勝で韓国のパク・セトビョルに反則負けを喫すると、その後の3位決定戦でもイスラエルのラズ・ヘルシュコに大外刈で敗れて5位だった。
2024年4月の全日本女子選手権では準決勝で東海大学4年の池田紅を3－0の旗判定で勝利するも、綜合警備保障の瀬川麻優を相手とした決勝では指導4つによる反則負けを喫してまたも2位にとどまった。11月の講道館杯では3位だった。
2025年3月には現役引退を表明して、柔道部も退部した。

## 戦績
- 2012年 - 全国中学校柔道大会 5位（70kg超級）
- 2014年 - 金鷲旗 2位
- 2014年 - インターハイ 団体戦 3位
- 2015年 - 全国高校選手権 個人戦 5位、団体戦 5位
- 2015年 - 金鷲旗 優勝
- 2015年 - インターハイ 個人戦 5位、団体戦 2位
- 2015年 - 国体少年女子の部 5位
- 2016年 - 全国高校選手権 個人戦 優勝、団体戦 優勝
- 2016年 - 金鷲旗 優勝
- 2016年 - インターハイ 個人戦 優勝、団体戦 3位
- 2016年 - 全日本ジュニア 2位
- 2016年 - 国体 少年女子の部 3位
- 2016年 - エクサンプロヴァンスジュニア国際 優勝
- 2017年 - ベルギー国際 ジュニアの部 優勝、シニアの部 優勝
- 2017年 - 全日本選手権 5位
- 2017年 - 全日本ジュニア 優勝
- 2017年 - 世界ジュニア 個人戦 2位、団体戦 優勝
- 2018年 - ヨーロッパオープン・オディベーラス 3位
- 2018年 - 全日本ジュニア 優勝
- 2018年 -　世界ジュニア 個人戦 優勝、団体戦 優勝
- 2018年 -　講道館杯　5位
- 2019年 - 全日本選手権　5位
- 2019年 - 優勝大会　優勝
- 2019年 -　学生体重別　優勝
- 2019年 -　国体女子の部　優勝
- 2019年 - 体重別団体　優勝
- 2019年 -　講道館杯　3位
- 2020年 -　ヨーロッパオープン・ブラチスラヴァ　3位
- 2020年 -　全日本選手権　5位
- 2021年 - 優勝大会　優勝
- 2021年 -　全日本選手権　2位
- 2022年 - 体重別　2位
- 2022年 -　全日本選手権　3位
- 2022年 - 優勝大会　優勝
- 2022年 -　体重別団体　優勝
- 2022年 -　講道館杯　2位
- 2022年 -　グランドスラム・東京　7位
- 2023年 - 体重別　2位
- 2023年 -　全日本選手権　2位
- 2023年 -　講道館杯　3位
- 2023年 -　グランドスラム・東京　5位
- 2024年 -全日本選手権　2位
- 2024年 -　講道館杯　3位

(出典、JudoInside.com)